# Бакон (Марна)
Бакон (фр. Baconnes) насеље је и општина у североисточној Француској у региону Шампања-Ардени, у департману Марна која припада префектури Ремс.
По подацима из 2011. године у општини је живело 296 становника, а густина насељености је износила 14,19 становника/km². Општина се простире на површини од 20,86 km². Налази се на средњој надморској висини од 120 метара.

## Демографија
| 1962. | 1968. | 1975. | 1982. | 1990. | 1999. | 2011. |
| ----- | ----- | ----- | ----- | ----- | ----- | ----- |
| 154   | 160   | 123   | 136   | 147   | 170   | 296   |

График промене броја становника у току последњих година